# 이종영 (뮤지컬 배우)
이종영(1991년 3월 28일 ~ )은 대한민국의 뮤지컬 배우이다. 2017년 뮤지컬 '올슉업'으로 데뷔했다.

## 방송
- 더블 캐스팅 (2020) - Top24

## 공연
- 올슉업 (얼 역) 홍익대대학로아트센터 (2017)
- 도그 파이트 (앙상블 역) 광림아트센터 (2018)
- 세종S씨어터 개관기념공연 뮤지컬음악감독프로젝트 '이색락주 二色樂奏' (2018)
- 엑스칼리버 (앙상블 역) 세종문화회관 (2019)
- 위윌락유 (앙상블 역) 위윌락유전용관 (2019)
- 킹키부츠 (사이먼sr 역) 블루스퀘어 (2020)
- 광주 (장병구 역) LG아트센터 (2021)
- 엑스칼리버 (앙상블,울프스탄 커버역) 블루스퀘어 (2021)
- 엑스칼리버 앙코르 (앙상블,울프스탄 커버역) 세종문화회관 (2022)
- 마타하리 (폰비싱 역) 샤롯데씨어터 (2022)
- 백만송이의 사랑 (이영춘 역) 국립박물관 극장 용 (2022)
- 모차르트 (프레돌린 역) 세종문화회관 (2023)
- 몬테크리스토 (자코포 역) 충무아트센터 (2024)
- 홍련 (강림 역) 대학로 자유극장 (2024)
- 마타하리 (폰비싱 역) 마곡 LG아트센터(2024)

## 영화
- 로마의 휴일 (2017) - 특공대원11 역

## 수상
- 제10회 대구국제뮤지컬페스티벌 어워즈 대학생 뮤지컬 부문 개인연기상 (2016)